# Automobiles Menara
Automobiles Menara ist ein marokkanischer Automobilhersteller.

## Unternehmensgeschichte
Gilbert Guzzo gründete 1993 das Unternehmen in Casablanca als Nachfolgeunternehmen von CANAM. Zunächst entstanden einzelne Nachbildungen klassischer Automobile. Dazu kam ein eigenständiges Modell. Der Markenname lautet Menara. 2000 entstanden zehn Fahrzeuge, im Folgejahr fünf sowie 2002 und 2003 jeweils zwei.

## Modelle
Das Modell II ist ein offener zweisitziger Roadster im Stil der 1930er Jahre. Die vordere Radaufhängung stammte zumindest früher vom Ford Granada. Verschiedene Vierzylindermotoren mit 2000 cm³ Hubraum und 120 PS Leistung sowie V6-Motoren mit 3000 cm³ Hubraum und 160 PS Leistung von Ford sind überliefert. Zur Wahl stehen manuelle Gangschaltung und ein Automatikgetriebe.
Eine Variante mit 2 + 2 Sitzen befand sich 1999 in Planung.